# 奔跑的調查官
《奔跑的調查官》（韓語：달리는 조사관），為韓國OCN於2019年9月18日起播出的水木原創電視劇，由《Baby Sitter》的金容秀導演與白正哲、李惠仁作家合作打造。此劇講述國家人權增進委員會的調查官，雖然沒有搜查權、也沒有起訴權，但仍為了被侵害人權而感到絕望的人努力奔走的故事。

## 演員陣容

### 主要人物
| 演員   | 角色   | 介紹 |
| 李枖原 | 韓允瑞 | 委員會調查官。無論是人際關係還是社會生活，都不喜歡越線，只用徹底的事實進行調查。她冷靜保持中立的樣子經常被誤解為缺乏感性和共鳴能力，但這只是她不偏不倚的方式。她與自己性格相反的洪泰經常吵架，但在關鍵時刻都會站在他的一邊。                                   |
| 崔貴華 | 裴洪泰 | 委員會調查官，擁有無窮正義感和行動派的人。他對檢察官內部的不正之風深感不滿，只要是認為做對的事，就會不惜毀壞物品和對警察施暴，因此在組織內部被打上「無可奈何的行動派」的稱號，被強制派遣到人權委員會。他相信法律不會解決所有的問題，法律也應該是為了人而存在。 |
| 張鉉誠 | 金賢錫 | 委員會科長。他是典型的科長，年輕時曾是熱血頂尖調查官的傳聞不絕於耳。現在為了不成為守舊的上司而翻閱博客，或者擔心參軍的兒子受到不當待遇，在人權委員會工作。 |

### 國家人權增進委員會
| 演員   | 角色   | 介紹 |
| 吳美姬 | 安慶淑 | 委員會主席，具有改革與進步思維，受到委員的尊敬。在真正的判決上，她比任何人都客觀和冷靜，並抱著總是能融化愛護後輩的心。                                                                                             |
| 金株英 | 富志勳 | 委員會事務官員，負責就各項政策和申訴提供法律諮詢，允瑞的大學後輩。他從小在富裕的家庭長大，並有一個要求他走進法律界的嚴父。他外貌和品性都非常出色，拒絕任何好職位，以人權律師的身份活動，是令周邊的人都信任他的人。 |
| 李姝雨 | 李達淑 | 委員會的新入職調查官，喜歡年輕英俊、風度翩翩的志勳。 |

### 其他人物
| 演員   | 角色   | 介紹 |
| 沈志浩 | 吳太文 | 大型律師事務所律師，洪泰在研修院的同學。他曾任檢察官，後來成為律師。他認為法律只是將既得利益正當化的工具，是一個充滿慾望和野心的人。 |

## 收視率
| 集數       | 播出日期   | AGB收視率        | AGB收視率      |
| 集數       | 播出日期   | 大韓民國（全國） | 首爾（首都圈） |
| ---------- | ---------- | ---------------- | -------------- |
| 1          | 2019/09/18 | 1.207%           | 1.276%         |
| 2          | 2019/09/19 | 1.300%           |                |
| 3          | 2019/09/25 | 1.180%           | 1.460%         |
| 4          | 2019/09/26 | 1.057%           | 1.427%         |
| 5          | 2019/10/02 | 0.813%           |                |
| 6          | 2019/10/03 | 0.8%             |                |
| 7          | 2019/10/09 | 0.819%           |                |
| 8          | 2019/10/10 | 0.892%           |                |
| 9          | 2019/10/16 | 0.6%             |                |
| 10         | 2019/10/17 | 0.4%             |                |
| 11         | 2019/10/23 | 0.9%             |                |
| 12         | 2019/10/24 | 0.909%           | 1.372%         |
| 13         | 2019/10/30 | 0.8%             |                |
| 14         | 2019/10/31 | 1.091%           | 1.285%         |
| 平均收視率 | 平均收視率 | 0.91%            | －             |

- 部分收視率過低的集數沒有詳細至小數後三個位之資訊。

## 外部連結
- 韓國OCN官方網站 （页面存档备份，存于）
- 奔跑的調查官-DAUM
- 奔跑的調查官-NAVER （页面存档备份，存于）

| OCN Original Series                         | OCN Original Series                             | OCN Original Series |
| ------------------------------------------- | ----------------------------------------------- | ------------------- |
|                                             | 奔跑的調查官 （2019年9月18日 - 2019年10月31日） |                     |
| 臨時制先生 （2019年7月17日 - 2019年9月5日） | （時段取消）                                    |                     |